# Daxing, Chongqing
Daxing (kinesiska: 大兴) är en köping i sydvästra Kina. Den ligger i stadsdistriktet Bishan i storstadsområdet Chongqing, omkring 40 kilometer väster om det centrala stadsdistriktet Yuzhong. Antalet invånare är 40 068. Befolkningen består av 19 696 kvinnor och 20 372 män. Barn under 15 år utgör 16,0 %, vuxna 15-64 år 65 %, och äldre över 65 år 17,0 %.